# Самба, Марсель
Марсель Самба (фр. Marcel Sembat; 19 октября 1862, Боньер-сюр-Сен, Иль-де-Франс, Франция — 5 сентября 1922, Шамони, Франция) — французский политический и государственный деятель Третьей республики, адвокат, журналист, один из самых видных реформистских лидеров и парламентариев французской социалистической партии.

## Биография
После окончания парижского колледжа Станислава начал юридическую карьеру.
Доктор права, адвокат Апелляционного суда Парижа. Сотрудничал в качестве журналиста и судебного репортера с рядом французских газет. Соучредитель журнала La Revue de l'évolution, член Центрального революционного комитета, который в 1897 был преобразован в Революционную социалистическую партию Франции.
Талантливый публицист и оратор. В 1904 г. выдвинулся как один из руководителей социалистической партии. Самба в своей деятельности уделял много внимание профсоюзному движению и рабочему законодательству. Незадолго до Первой мировой войны выступил с пацифистской брошюрой, написанной в духе Ж. Жореса.
С началом войны стал социал-патриотом. В августе 1914 г. вошёл в состав второго правительства национального единства Вивиани (26 августа 1914 — 29 октября 1915) в качестве министра общественных работ. Был членом Лиги по правам человека.
Во французской социалистической партии Самба занимал правый фланг, защищая идеи левого блока и правительственной коалиции.
Депутат Национального собрания Франции (1893—1922).
Жена — художница Жоржетта Агютт.
Умер от кровоизлияния в мозг.

## Избранные публикации
- Leur Bilan, quatre ans de pouvoir Clemenceau-Briand, Paris, 1910
- Faites un roi, sinon faites la paix, Paris, 1911
- Henri Matisse, trente reproductions de peintures et dessins, précédées d’une étude critique par Marcel Sembat, de notices biographiques et documentaires, Paris, 1920
- La Victoire en déroute, Paris, 1925
- Les Cahiers noirs, Paris

## Память
- Именем Марселя Самба названа одна из станции парижского метро и лицей в г. Соттевиль-ле-Руан (Приморская Сена).